# Aur Kuning (Payakumbuh Selatan)
Aur Kuning is een bestuurslaag in het regentschap Payakumbuh van de provincie West-Sumatra, Indonesië. Aur Kuning telt 1101 inwoners (volkstelling 2010).